# New York State Route 3
New York State Route 3 is een state highway in de Amerikaanse staat New York. Ze loopt over een afstand van 395,7 km tussen zijn westelijke eindpunt in de stad Sterling in de Cayuga County en oostelijke eindpunt op een kruising met de US Route 9 in de stad Plattsburgh in de Clinton County.
De weg doorkruist in totaal acht county's en haar traject gaat langs een meer in de stad Mexico naar Sackets Harbor, een bergachtige route bij het Adirondackgebergte en een stedelijke verkeersader in Fulton, Watertown en Plattsburgh.
In 1924 werd het deel van de Theodore Roosevelt International Highway in de staat ook aangeduid als NY 3. Destijds overspande de snelweg de volledige oost-westlengte van de staat, die zich uitstrekte van de oostelijke oever van de Niagara in North Tonawanda tot de westelijke rand van Lake Champlain in Plattsburgh; het tracé door het noordelijke deel van de staat verschilde toen echter aanzienlijk van de moderne uitlijning.